# Comuna Fântânele, Suceava
Fântânele este o comună în județul Suceava, Moldova, România, formată din satele Bănești, Cotu Dobei, Fântânele (reședința), Slobozia și Stamate.
Până la reforma administrativă din 1950 a făcut parte din județul Botoșani.

## Date generale
Comuna Fântânele este parte a județul Suceava fiind formată din satele: Bănești, Cotu Dobei, Fântânele, Stamate și Slobozia.
Acestea se fac remarcate prin sărbătoarea proprie, dar și prin fanfara, echipa de dansuri populare și grupurile vocale. Pe teritoriul localității se poate găsi și mormântul bunicii lui Mihai Eminescu și o importantă Biserica de lemn din Bănești din anul 1706 ce poartă hramul Sf. Nicolae înscrise în limba ebraică pe piatră. Biserica Adormirea Maicii Domnului din Fântânele. Comuna este poziționată la o distanță de 7 km de comuna Verești, fiind cuprinsă între cele două râuri: la vest Râul Suceava și la est Râul Siret la 30 km de Suceava, 40 km de Botoșani și de Fălticeni, pe drumul județean DJ 290 ce duce spre Suceava, dar și pe drumul comunal DC 65. Cu trenul se poate ajunge până în halta Bănești. Populația din comuna Fântânele era, la ultimul recensământ, de 4.985 de persoane, iar forța de muncă angajată de 10%. Locuitorii sunt specializați în diverse meșteșuguri, dar cele mai importante activități la nivelul zonei vizează agricultura și zootehnia. Solurile din comuna Fântânele sunt de gradul I, II și III și au un grad de productivitate ridicat, existând un interes crescut pentru dezvoltarea unei agriculturi moderne cu centre de prelucrare a culturilor.

## Relief și climă
Din punct de vedere geomorfologic, comuna Fântânele este situată la marginea sudică a dealului Dragomirna, subunitate a Podișul Sucevei. Comuna este așezată într-o regiune de coline și dealuri cu profil asimetric, cea mai mare parte fiind ocupată de terasele de confluență ale Sucevei cu Siretul.
Așezarea sa în Podișul Sucevei, în apropierea confluenței râului Siret cu râul Suceava, a făcut ca în decursul timpului relieful din această parte a podișului să sufere modificări morfologice. Masivul deluros Dragomirna pe care se întinde teritoriul comunei Fântânele este o parte tipică a Podișul Sucevei monoclin cu forme structurale. Podișul Dragomirna este cuprins între culoarele văilor Suceava și Siret. El se înclină ușor spre sud-est în pantă lină. Depozitele vehiniene constituitive sunt alcătuite dintr-o alternanță de gresii, nisipuri și argile. În partea de sud acest podiș se termină la Fântânele într-o terasă de confluență a râurilor adiacente. Podișul drenat de cele două râuri, în partea dinspre râul Siret coboară printr-o pantă abruptă în dreptul comunei până la contactul cu lunca Siretului. Spre râul Suceava, panta este mai lină și se confundă cu lunca. Altitudinea maximă a podișului pe teritoriul comunei este de 260 metri. Față de albia minoră a Siretului, ea are o altitudine de 25 metri. În zona de confluență a celor două râuri, relieful are aspectul unei câmpii aluvionare intracolinare. În lungul râului Siret apar câmpii aluvionare de luncă inundabile cu bălți (Bălăneasa Râioasă, Puturoasa, Balta lungă etc.), despletiri de brațe și cursuri de apă părăsite (Sirețele). În anii cu ploi abundente, Siretul revarsă și inundă întinse terenuri arabile așa cum au fost inundațiile din anii 1929, 1969, 1970, când pe teritoriul comunei s-au produs importante inundații, afectând peste 1.000 ha de teren, precum și gospodăriile populației din satul Slobozia și o parte din satul Fântânele.
Comuna are o climă temperat continentală, fiind influențată de următoarele sisteme barice: anticiclonul dinamic subtropical al Azorelor, anticiclonul termic de iarnă al Eurasiei (Siberiei), anticiclonul termic Scandinavo-Groenlandez, ciclonul termodinamic al Atlanticului de Nord (islandez), ciclonii termici de iarnă mediteraneeni, ciclonii termici de vară din Asia Mică și Depresiunea Aralo-Caspică. Așezarea comunei între culoarele a două râuri determină o circulație a aerului pe direcția N-V S-E paralel cu marginea munților, vântul suflând în unele perioade destul de puternic. Sunt cazuri când după ce suflă vântul două-trei zile dinspre N-V, acesta să-și schimbe direcția dinspre S-E. Precipitațiile sunt în strânsă legătură cu distribuția lunară și anuală a temperaturii, cu regimul vânturilor și cu altitudinea. Media anuala a precipitațiilor este de 555 mm, cele mai mari cantități fiind semnalate la începutul verii în perioada mai - iunie. Temperatura medie anuală este de 8º. În perioada verii, temperatura medie este de 18º.

## Istoric

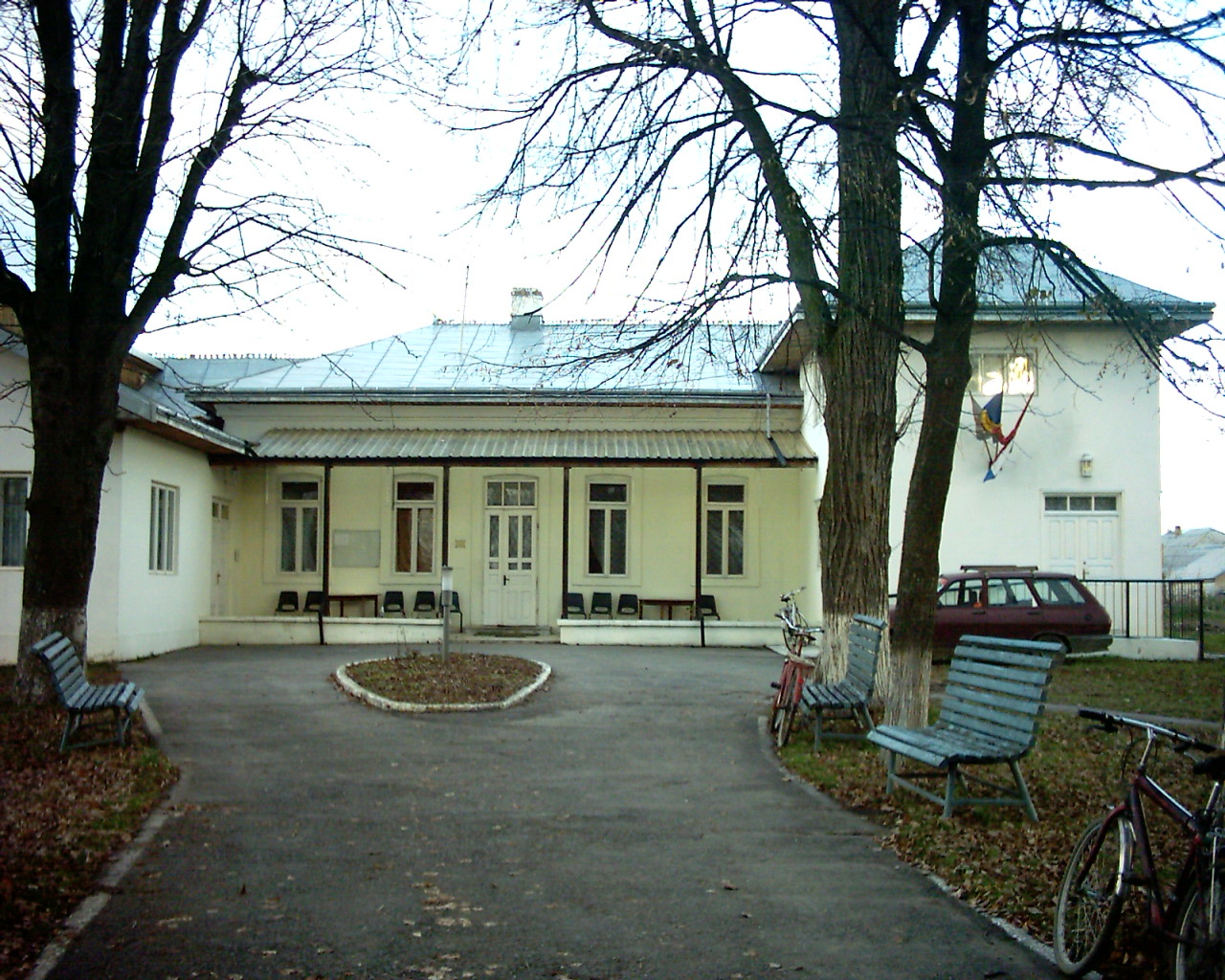
Spitalul din Fântânele. Boierii din comună au donat viitorului spital un teren de 5 ha teren arabil, pentru ca acesta să fie independent financiar. La construcția spitalului, care s-a desfășurat în perioada vara anului 1903 - vara anului 1904, au participat locuitorii comunei. Participanții la Răscoala din 1907, care au fost răniți în Gara Pașcani, au fost transportați și tratați la spitalul din Fântânele, singurul spital din zonă. Spitalul a fost renovat de MD Hearts Churches Romania Relief Anglia în iulie 1996.

Comuna Fântânele apare târziu în documente, precum și satele care o alcătuiesc. Până în prezent pe teritoriul comunei nu au fost descoperite urme de așezări din paleolitic, neolitic sau epoca fierului. Mai demult, aceste terenuri au fost acoperite cu păduri de stejari, în sprijinul acestei afirmații stând mărturie arborii carbonizați care sunt scoși la suprafață de către apa Siretului în timpul viiturilor. De asemenea, însăși poziția comunei în apropierea vechilor drumuri comerciale care legau orașele de la Marea Neagră cu Polonia și cu orașele de la Marea Baltică pe văile Siretului și Sucevei ne dau certitudinea că aici a existat o populație din timpuri străvechi, care se ocupa cu agricultura și cu creșterea animalelor.
În documente, satul Fântânele apare și sub denumirea de Stârceni.
Într-un document din 22 martie 1621, Alexandru Ilieș întărește schimbul de moșii: Mitropolia Moldovei dă satul Stârceni Ținutului Sucevei și primește satul Udești de la Ionașco Gheghea. Mai târziu, în anul 1662, satul ajunge în proprietatea vistiernicului Iordache Cantacuzino. În catastiful general al tuturor banilor pe care i-a dat vistiernicul de pe toate moșiile sale se arată: 60 sate întregi, 15 jumătăți de sate, 2 jirebii, 33 fălci de vie în valoare de 14.300 galbeni, 650 galbeni pe Fântânele și pe Boșotiani.
În anul 1803, satul Fântânele aparținea pitarului Iordache Cănănău care avea 2.248 lei bir, 5 breaslași cu 72 lei bir și 166 liuzi. La 26 iunie 1841 se dă anaforaua divanului în pricină de judecată dintre banul Costache Botez (proprietarul moșiei Siliștea) și postelnicul Costache Cănănău (posesorul moșiilor Roșcani și Stârceni (Fântânele)) pentru o bucată de teren din moșia Siliștea.

### Atestarea satului Bănești
Satul Bănești apare și el târziu în documentele scrise. În prezent aceste două sate despărțite doar printr-un drum, se întind de-a lungul Siretului, pe aceeași terasă a râului. Prima mențiune documentară scrisă a satului datează din 15 februarie 1622, când Ioan din Bănești este martor pentru nașul său, diacul Vasile Dinga, care a cumpărat o parte din moșia satului Merești cu doi taleri. O mărturie din 20 decembrie 1689 de la Aftănase Călugărul, preot în Bănești, arată că prin intermediul său a cumpărat Gheorghe Șeptilici unele pământuri, al căror hotar trecea pe din sus de Hilișeni (Chilișeni).
Satele Bănești și Fântânele au aparținut o lungă perioadă, potrivit documentelor, familiei boierești Canano (Cănănău). După ce timp de 10 ani (1864-1874) s-a numit comuna rurală Bănești, începând din 1874 comuna poartă denumirea de Fântânele.

## Vecini
| Verești                         | satul Bănești |                            |
| Râul Suceava și satul Chilișeni |               | Râul Siret și comuna Corni |
|                                 | orașul Liteni |                            |

## Religie
Principalul obiectiv turistic din aceastǎ comună este Biserica de lemn din Bănești.

## Demografie
Componența etnică a comunei Fântânele
     Români (93,88%)
     Alte etnii (6,12%)
Componența confesională a comunei Fântânele
     Ortodocși (85,21%)
     Penticostali (4,48%)
     Creștini după evanghelie (3,47%)
     Alte religii (0,53%)
     Necunoscută (6,31%)
Conform recensământului efectuat în 2021, populația comunei Fântânele se ridică la 4.327 de locuitori, în scădere față de recensământul anterior din 2011, când fuseseră înregistrați 4.848 de locuitori. Majoritatea locuitorilor sunt români (93,88%). Din punct de vedere confesional, majoritatea locuitorilor sunt ortodocși (85,21%), cu minorități de penticostali (4,48%) și creștini după evanghelie (3,47%), iar pentru 6,31% nu se cunoaște apartenența confesională.

## Politică și administrație
Comuna Fântânele este administrată de un primar și un consiliu local compus din 13 consilieri. Primarul, Vasile-Marian Sabie[*], de la Partidul Social Democrat, este în funcție din 1 noiembrie 2024. Începând cu alegerile locale din 2024, consiliul local are următoarea componență pe partide politice:
|  | Partid                          | Consilieri | Componența Consiliului | Componența Consiliului | Componența Consiliului | Componența Consiliului | Componența Consiliului | Componența Consiliului |
|  | ------------------------------- | ---------- | ---------------------- | ---------------------- | ---------------------- | ---------------------- | ---------------------- | ---------------------- |
|  | Partidul Social Democrat        | 6          |                        |                        |                        |                        |                        |                        |
|  | Partidul Național Liberal       | 2          |                        |                        |                        |                        |                        |                        |
|  | Partidul Ecologist Român        | 2          |                        |                        |                        |                        |                        |                        |
|  | Alianța pentru Unirea Românilor | 1          |                        |                        |                        |                        |                        |                        |
|  | Partidul Puterii Umaniste       | 1          |                        |                        |                        |                        |                        |                        |
|  | Partidul Patrioților            | 1          |                        |                        |                        |                        |                        |                        |

## Galerie de imagini

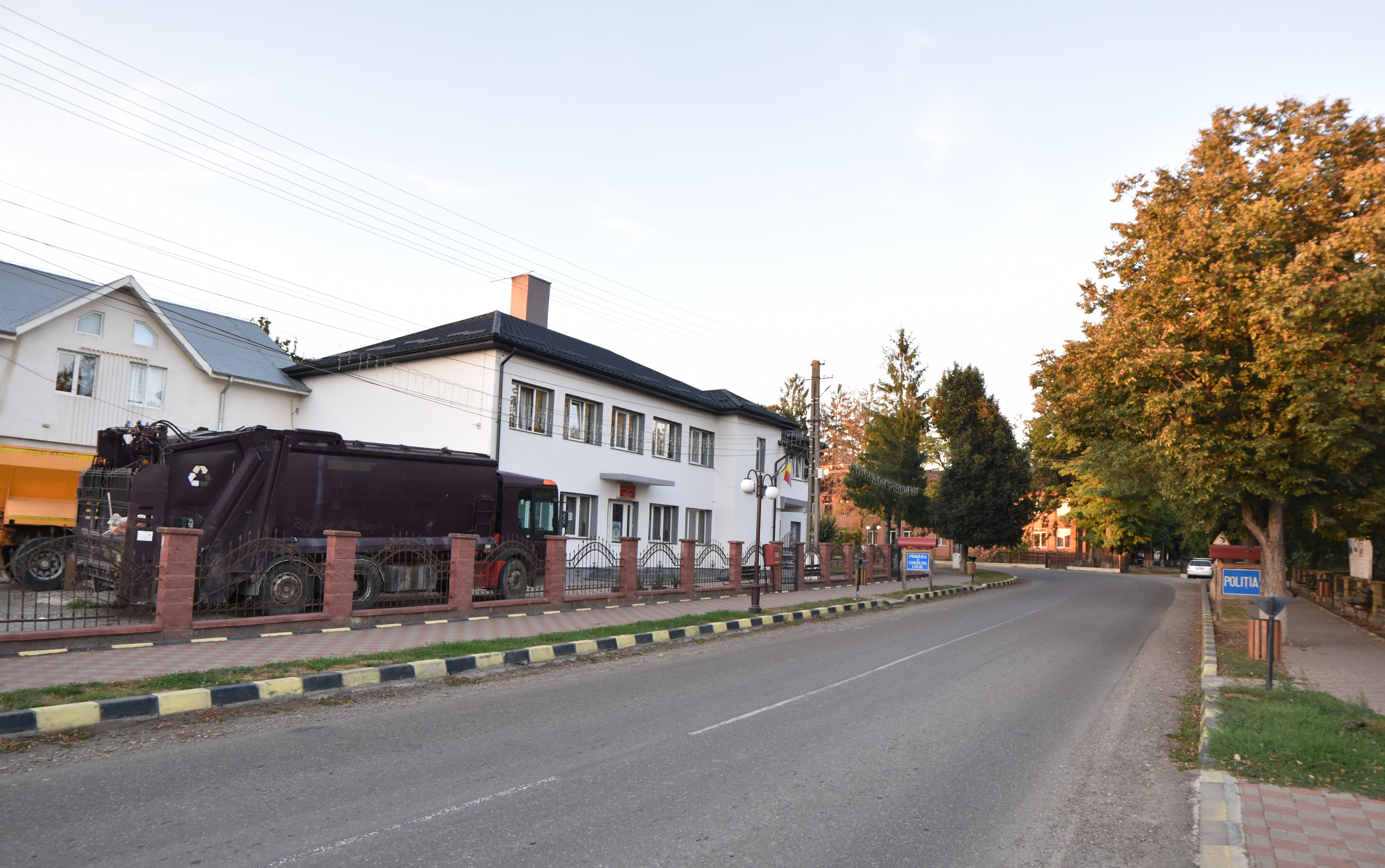
Primăria comunei Fântânele, centrul satului Bănești
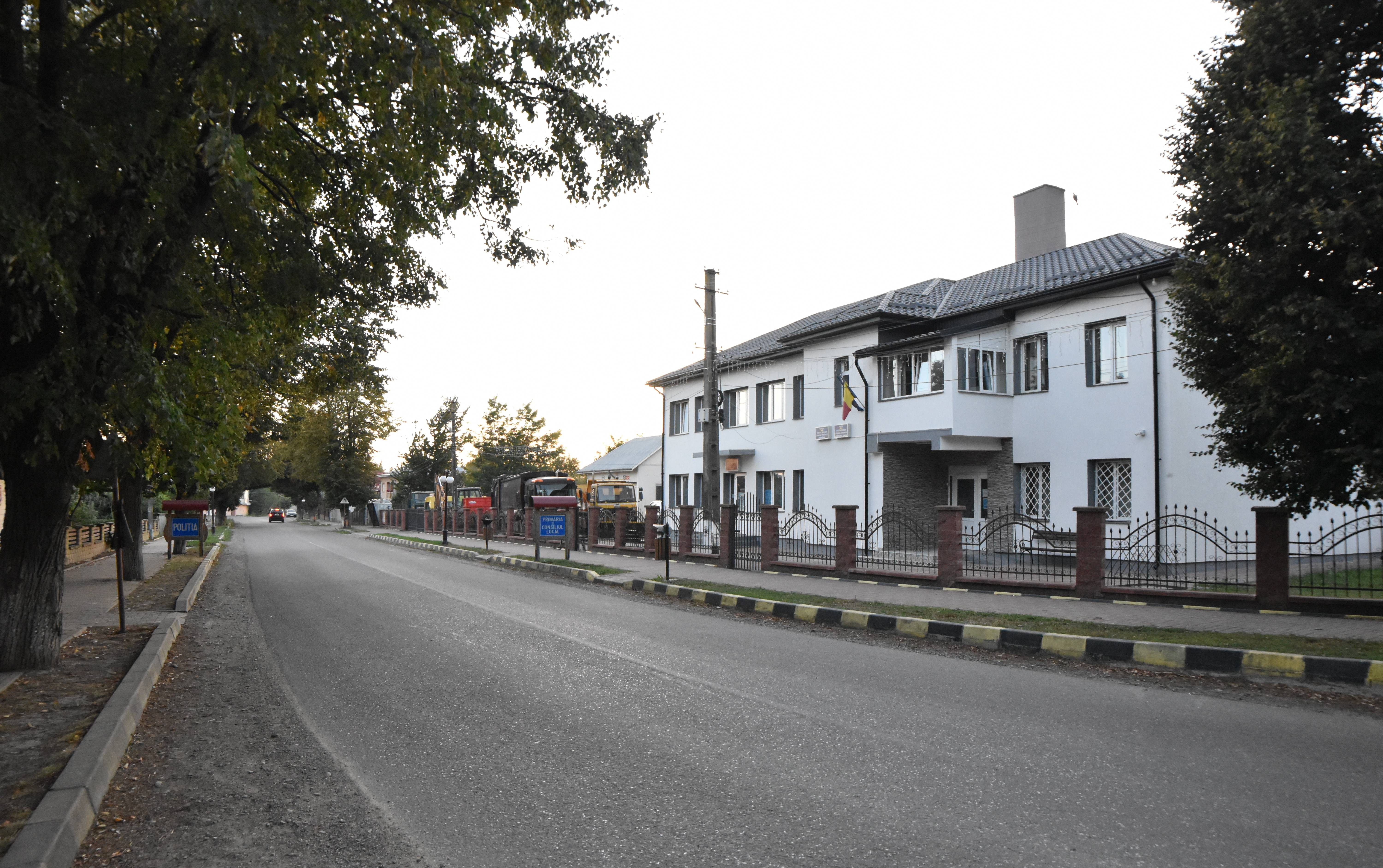
Centrul satului Bănești
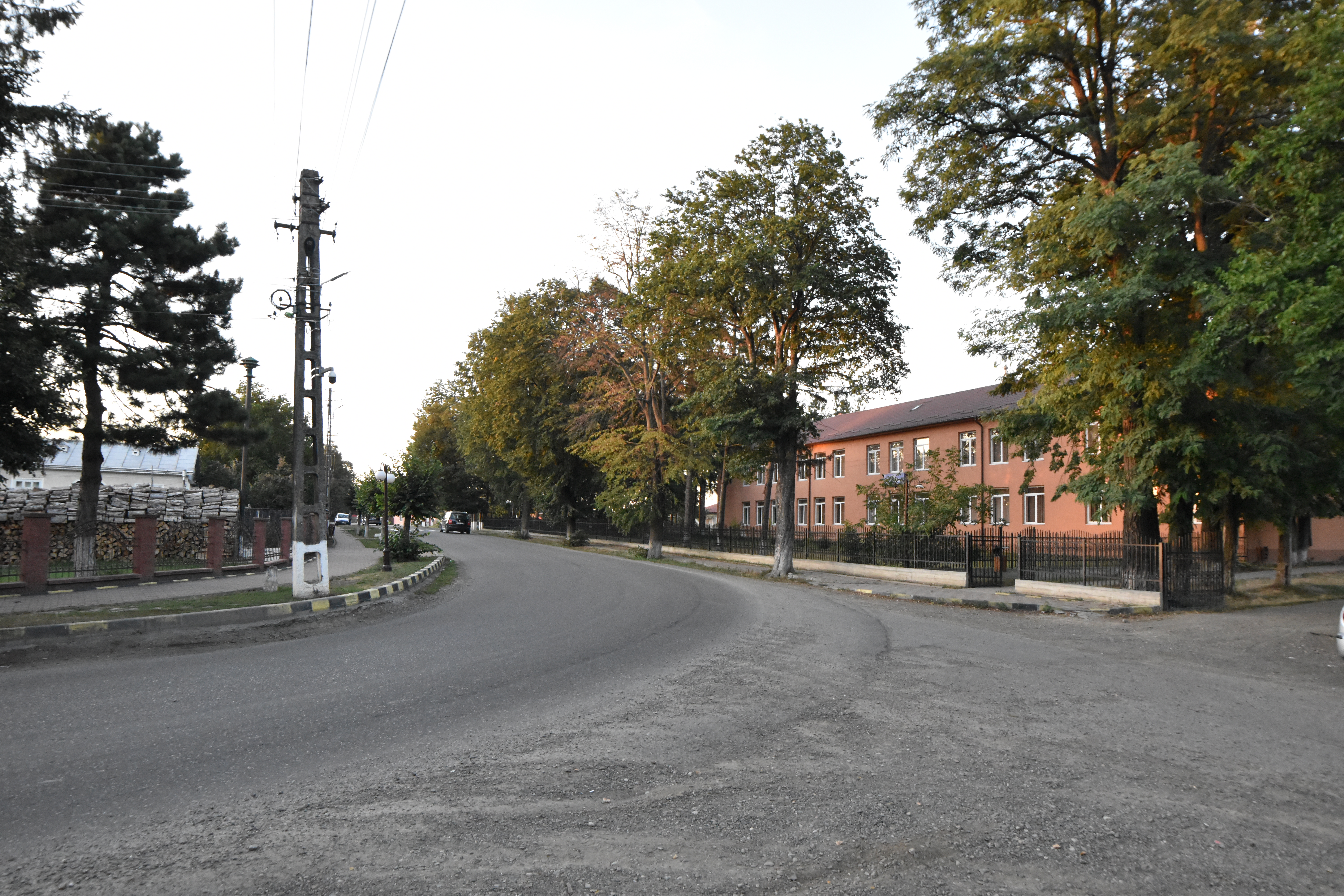
Centrul satului Bănești și Școala Mihai Eminescu
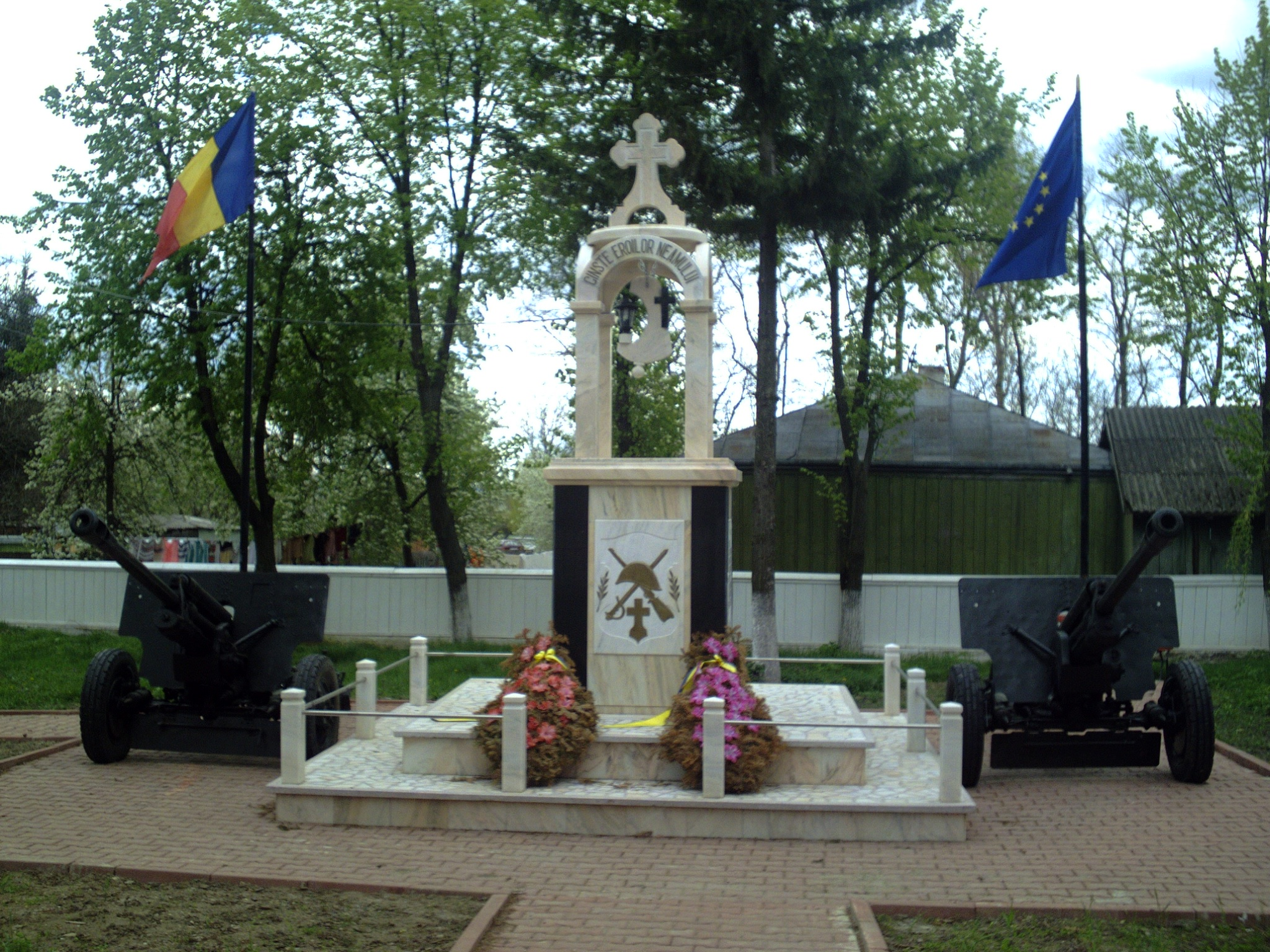
Monumentul eroilor din Băneşti ridicat de către Primăria comunei Fântânele în cinstea eroilor căzuţi la datorie.
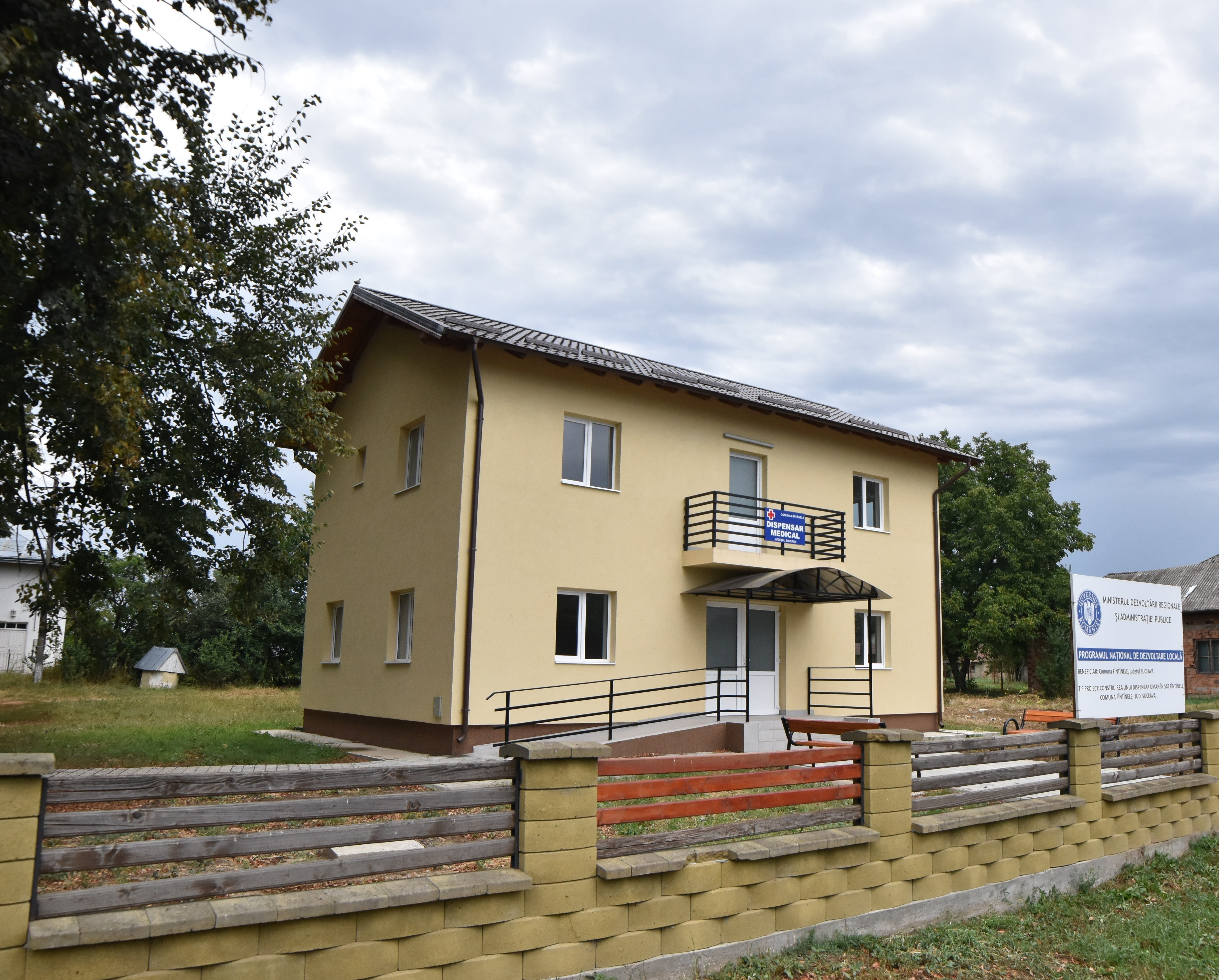
Dispensar Fântânele
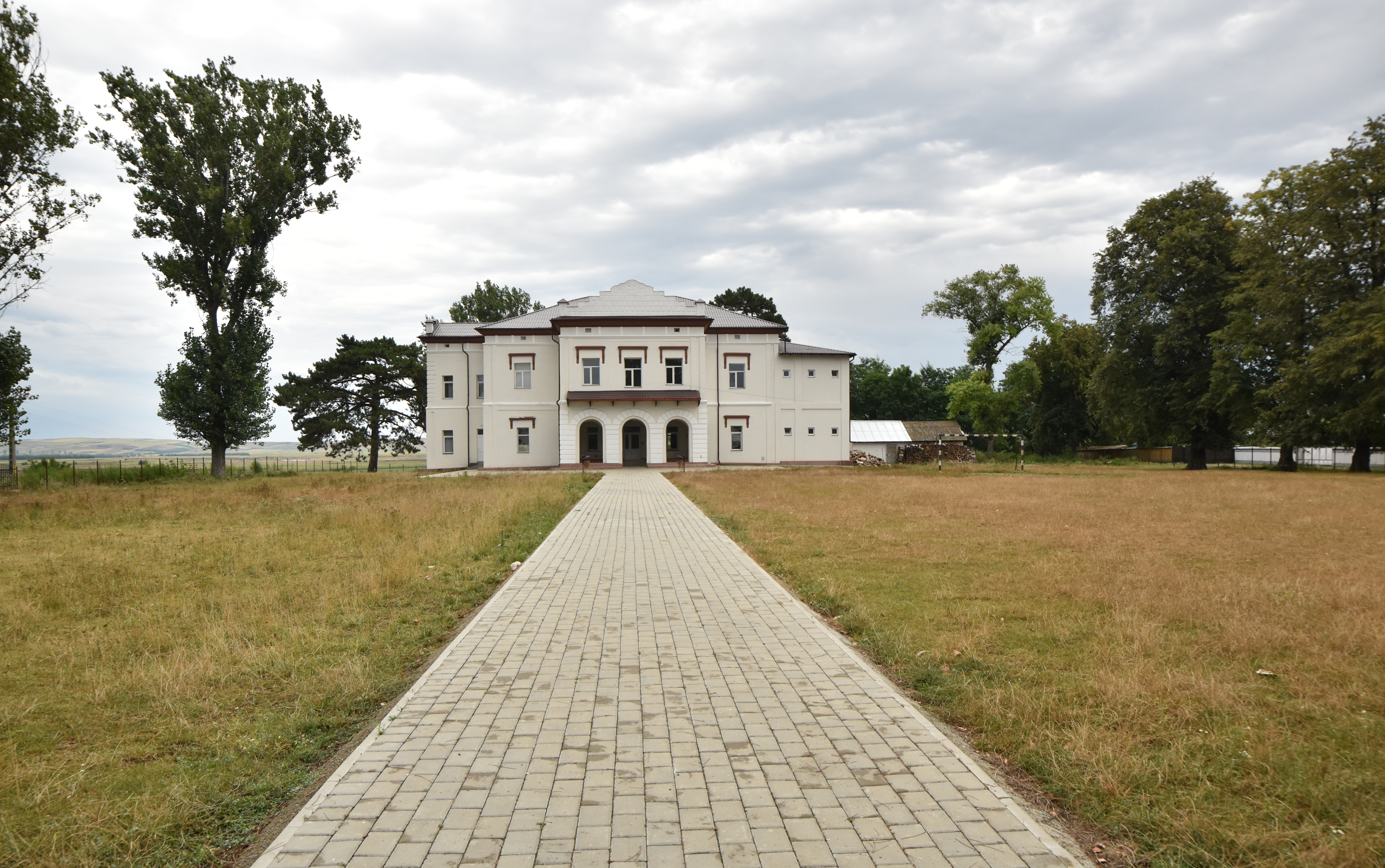
Școala Fântânele
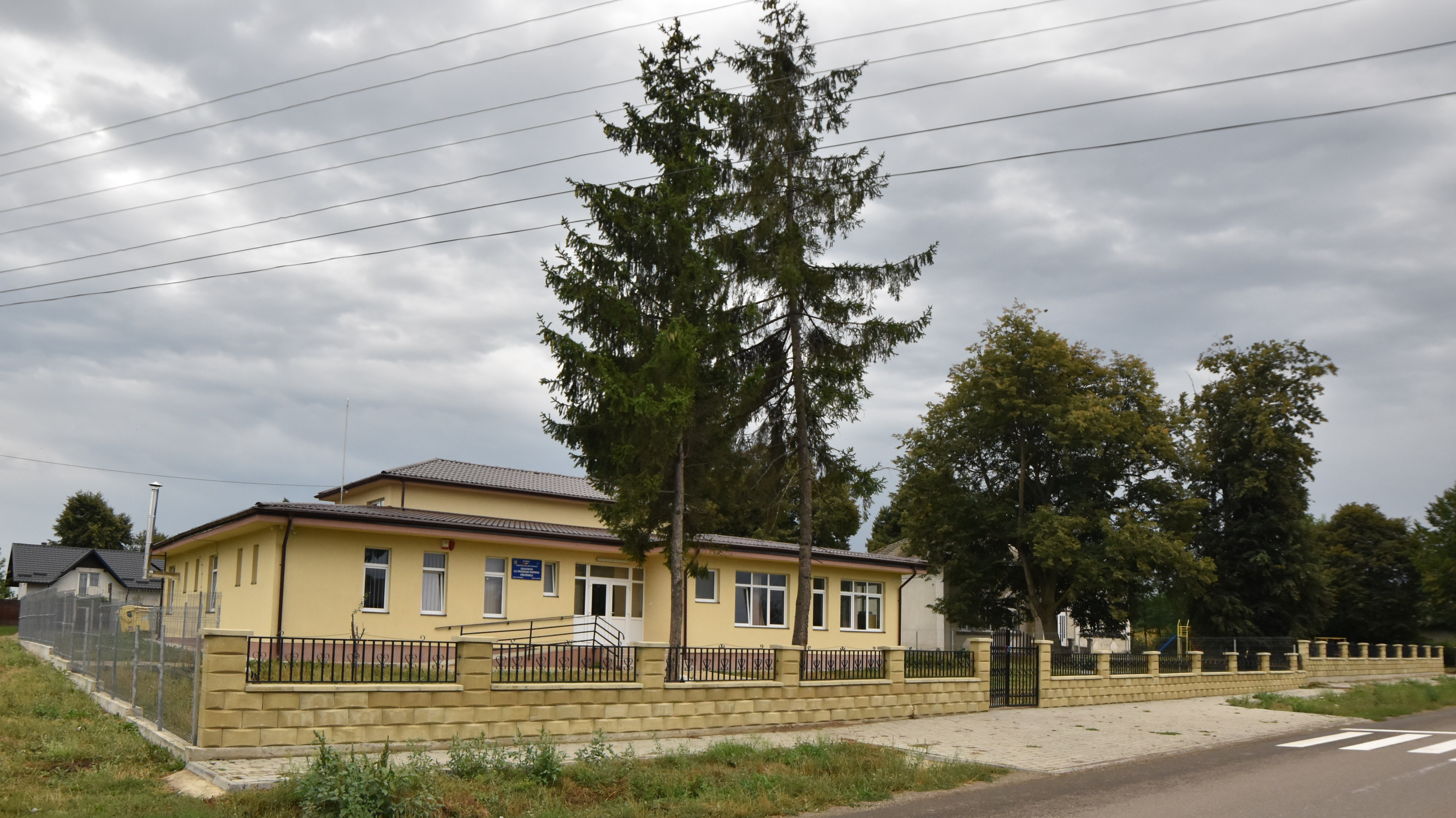
Grădinița Fântânele
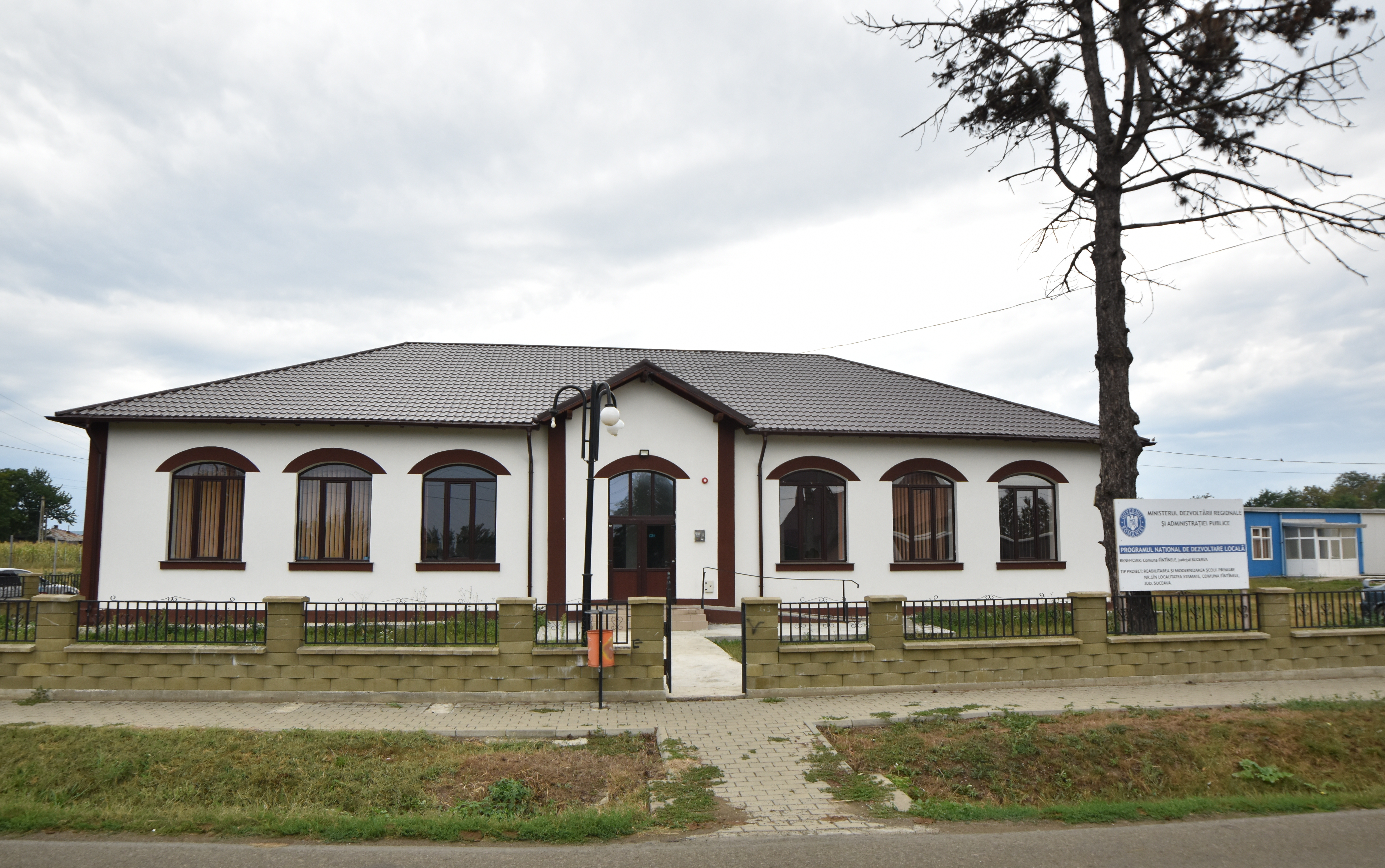
Școala Nr 1 Stamate
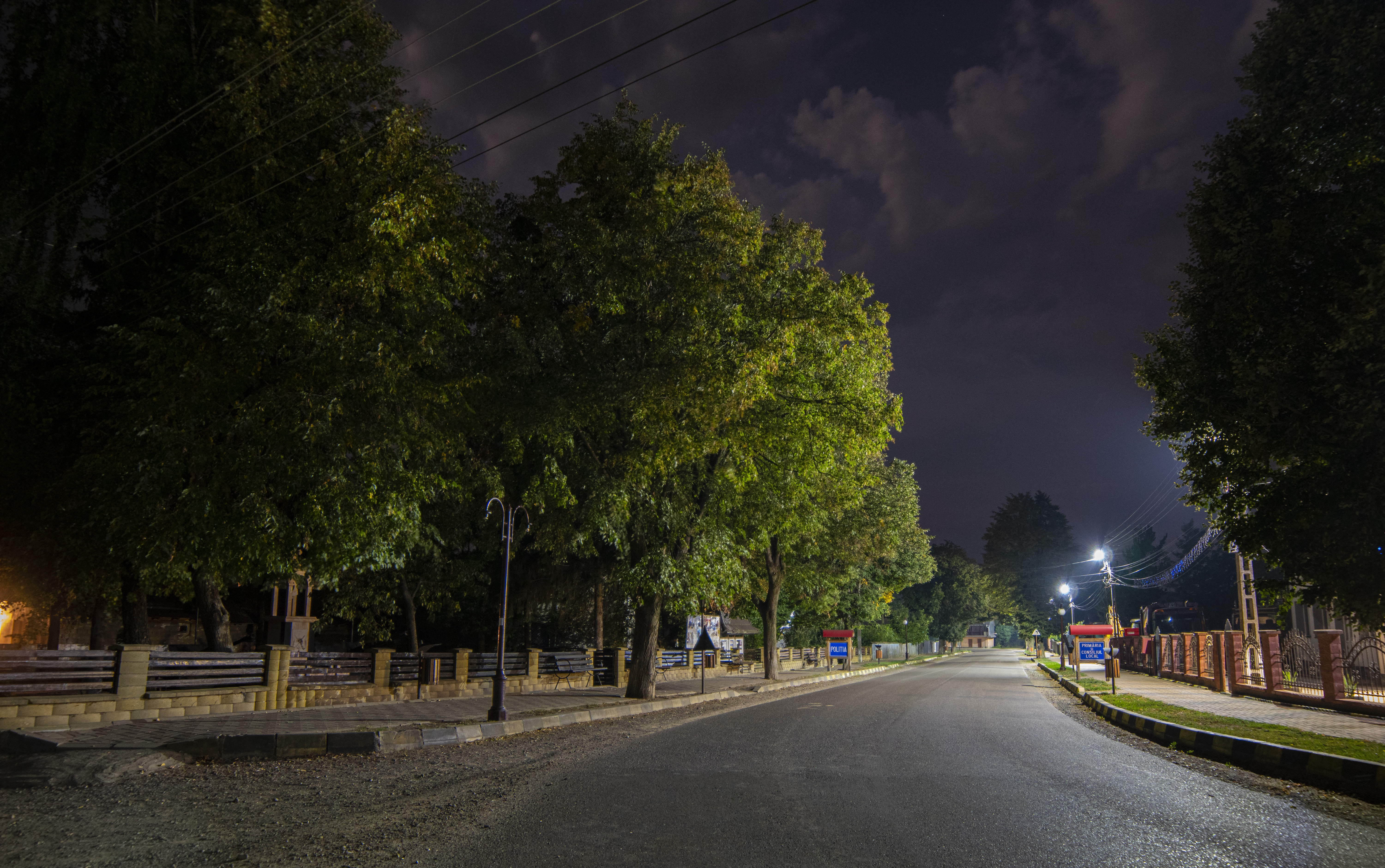
Centru satului Bănești-vedere nocturnă
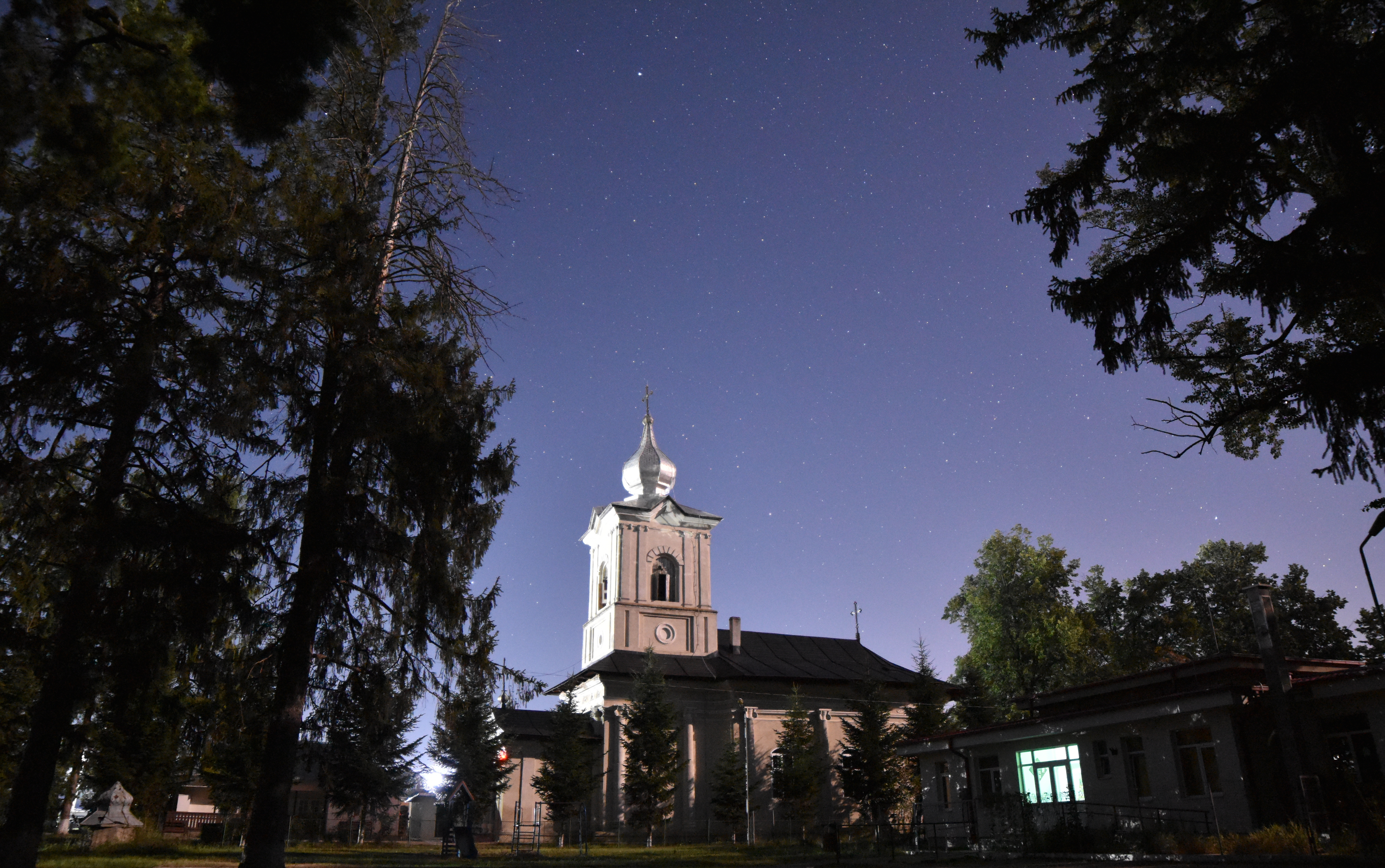
Biserica Sfântul Gheorghe din Bănești - vedere nocturnă
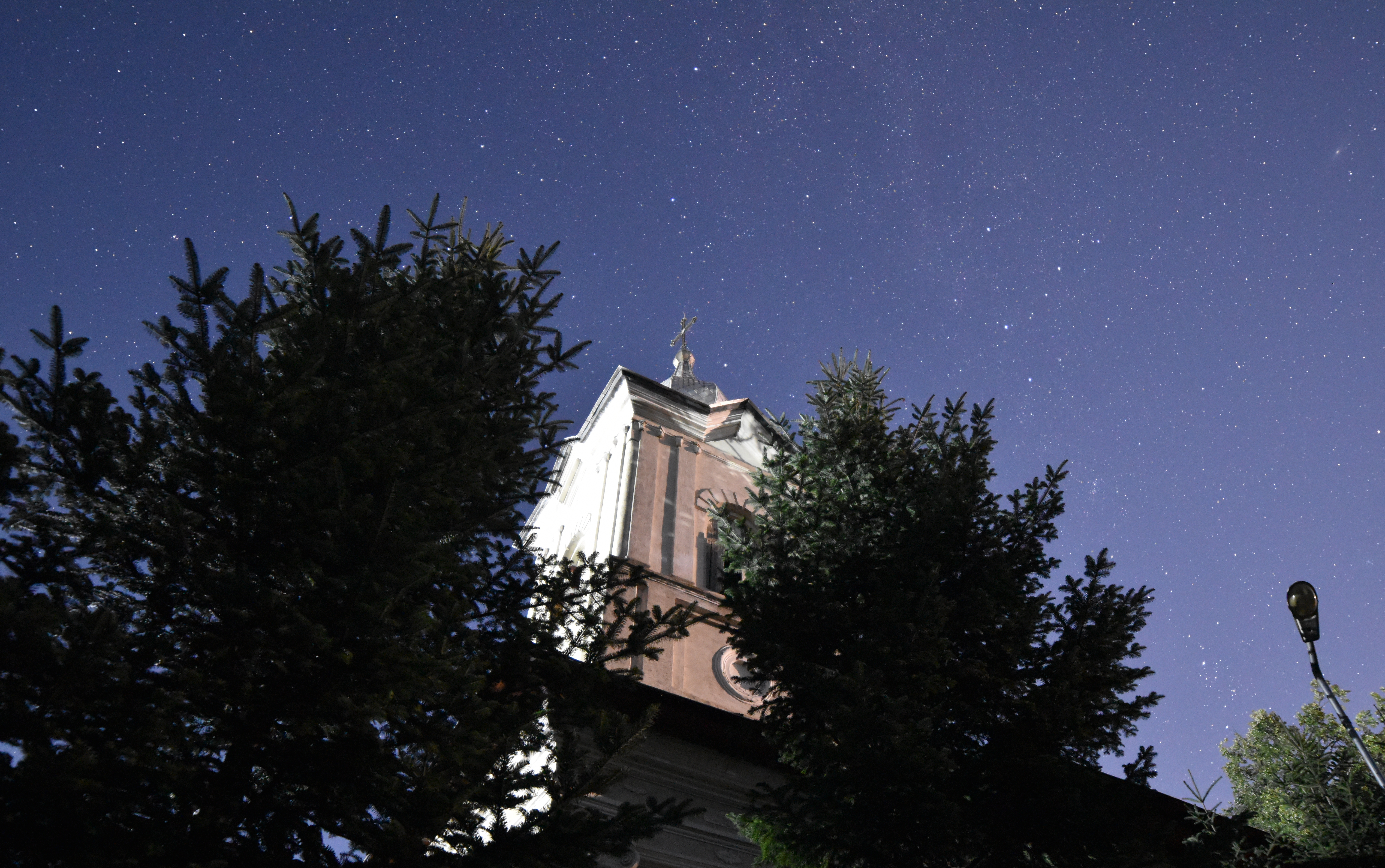
Biserica Sfântul Gheorghe din Bănești - vedere nocturnă
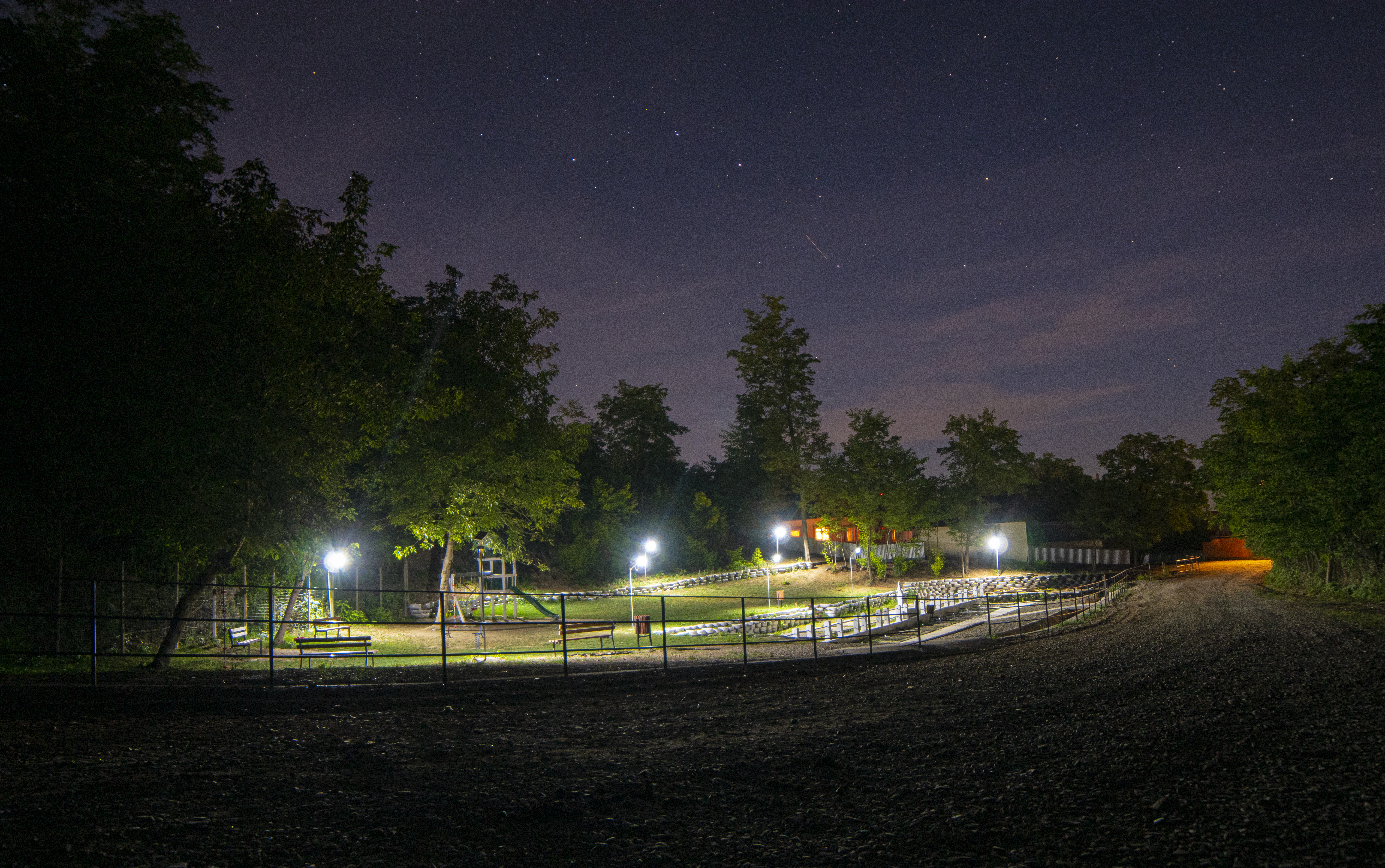
Izvoare La Parc Stamate - vedere nocturnă
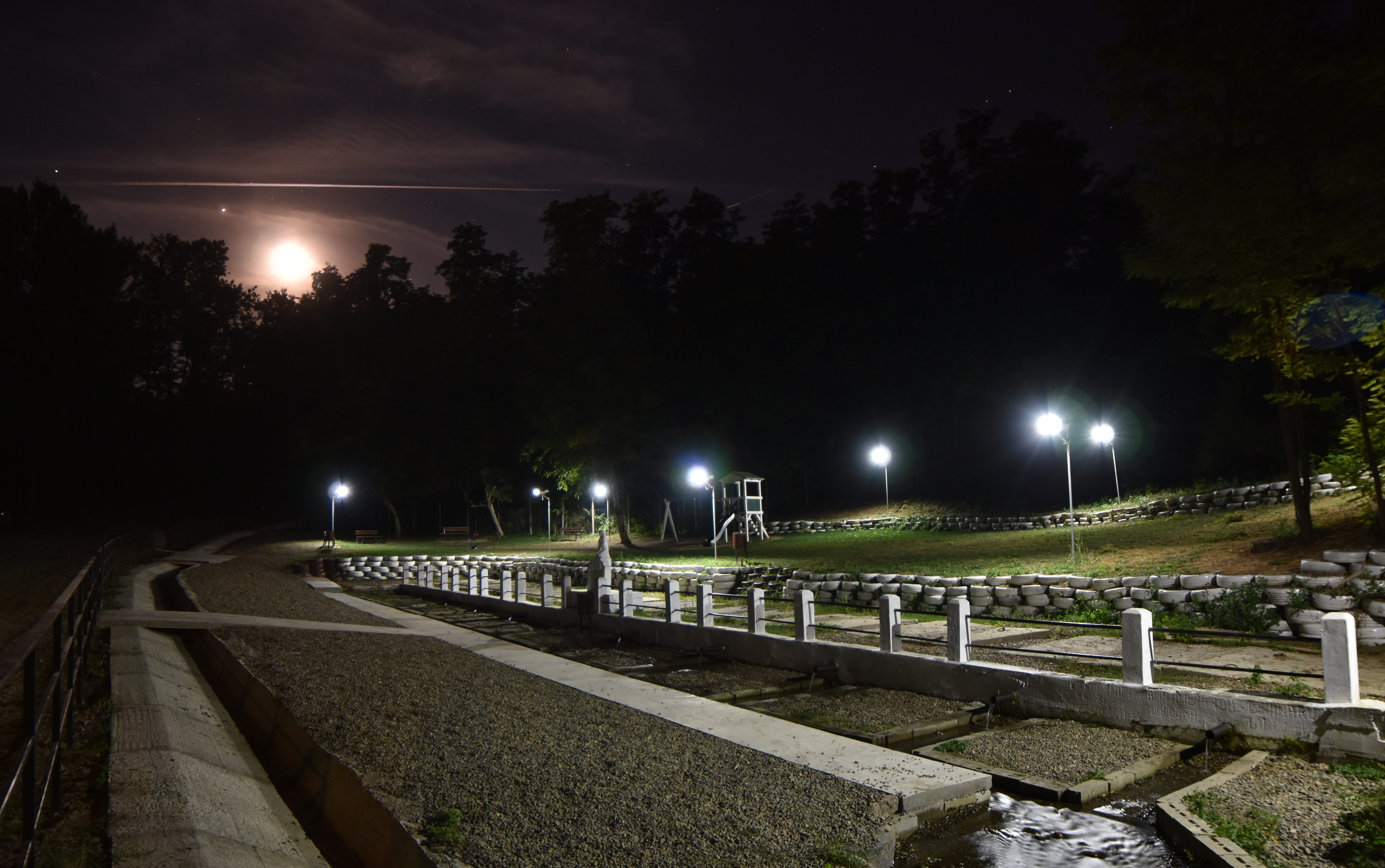
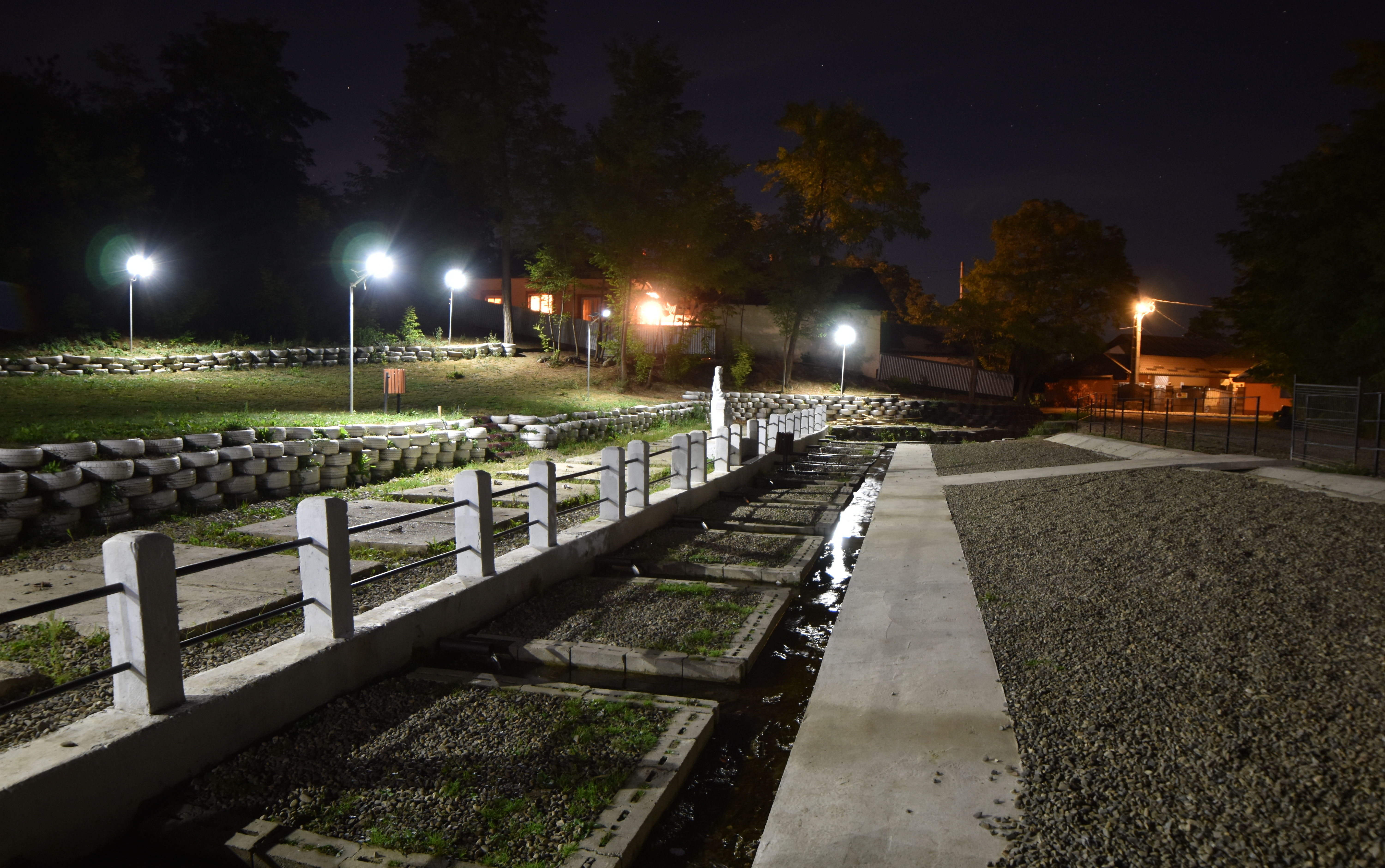
Izvoare La Parc Stamate - vedere nocturnă
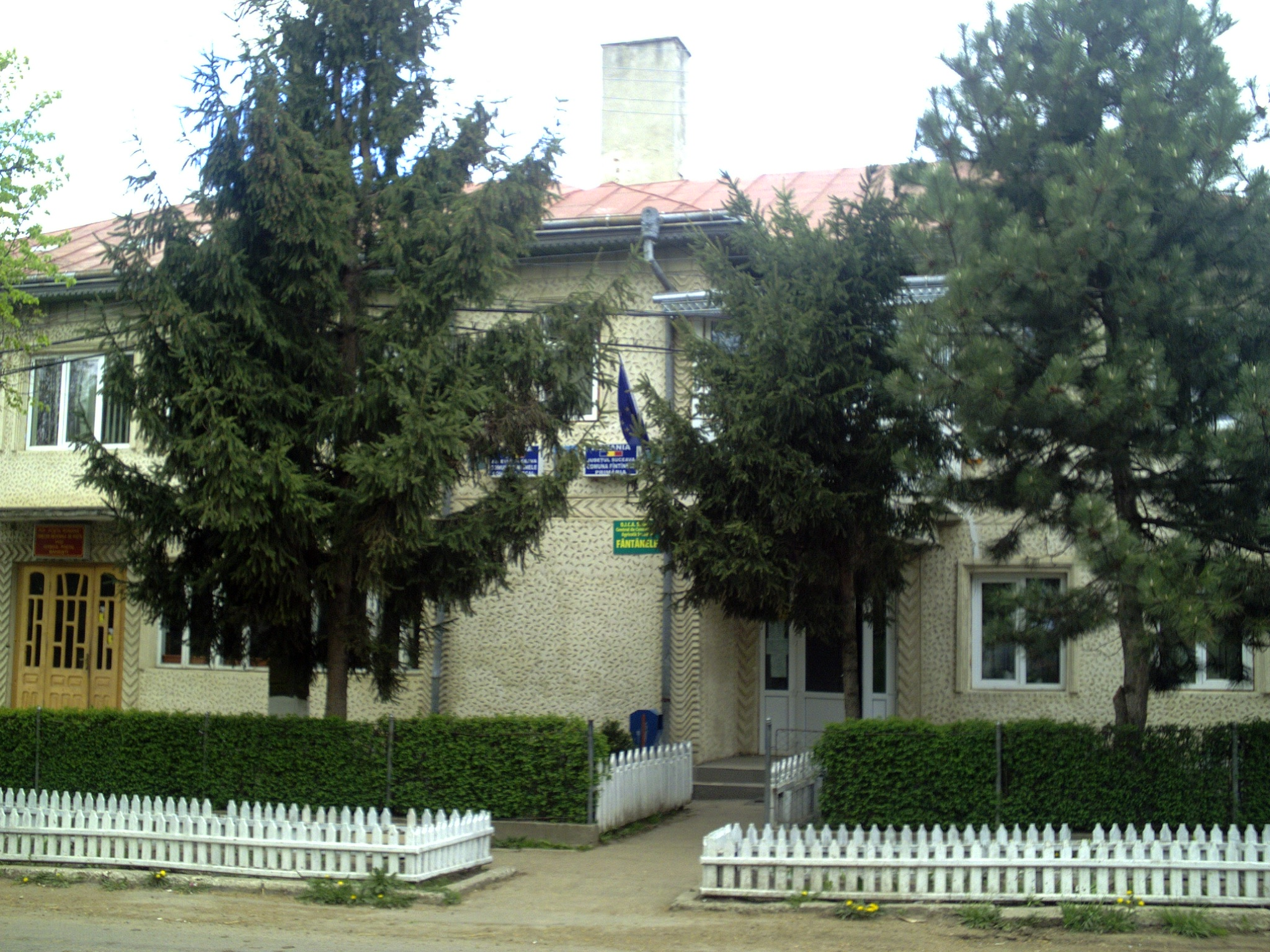
Primăria comunei amplasată în satul Băneşti.
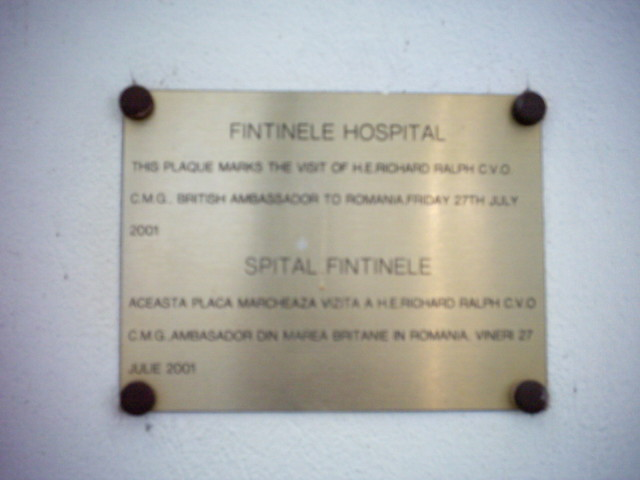
Placă ce marchează vizita ambasadorului Marii Britanii la spitalul din comună.